# 2436 Hatshepsut
2436 Hatshepsut è un asteroide della fascia principale esterna. Scoperto nel 1960, presenta un'orbita caratterizzata da un semiasse maggiore pari a 3,180146 UA e da un'eccentricità di 0,094841, inclinata di 4,151487° rispetto all'eclittica. Ha un diametro di 18,813 km, un periodo di rotazione di 8,983 ore e un'albedo di 0,066.
Fa parte della famiglia di asteroidi Hygiea.
Scoperto nel 1960 da Cornelis Johannes van Houten, Ingrid van Houten-Groeneveld e Tom Gehrels fu così chiamato in onore della regina Hatshepsut sovrano della XVIII dinastia egizia.